# Эджуке, Чидера
Чиде́ра Эджу́ке (англ. Chidera Ejuke; род. 2 января 1998, Зариа, Кадуна) — нигерийский футболист, нападающий клуба «Севилья». Выступал за сборную Нигерии.

## Клубная карьера
Эджуке начал профессиональную карьеру в клубе «Гомбе Юнайтед». В начале 2017 года Чидера подписал соглашение на 3 года с норвежской «Волеренгой». 30 апреля в матче против «Одда» он дебютировал в Типпелиге. 24 сентября в поединке против «Бранна» Эджуке забил свой первый гол за «Волеренгу». Летом 2019 года Чидера перешёл в нидерландский «Херенвен». 4 августа в матче против «Хераклеса» он дебютировал в Эредивизи. В этом же поединке Эджуке забил свой первый гол за «Херенвен».
28 августа 2020 года Эджуке перешёл в московский ЦСКА, подписав контракт на 4 года. Сумма трансфера составила 12 млн евро. Нигериец вошёл в тройку самых дорогих продаж в истории голландского клуба. 30 августа в матче против «Ахмата» он дебютировал в РПЛ. 13 сентября 2020 года в дерби против московского «Спартака» Чидера забил свой первый гол за ЦСКА. Летом 2022 года Эджуке приостановил контракт с клубом и на правах аренды перешёл в берлинскую «Герту». 6 августа в матче против столичного «Униона» он дебютировал в немецкой Бундеслиге. 30 июля 2023 года на правах аренды перешёл в бельгийский «Антверпен», заключив однолетний контракт.
17 июня 2024 года стал игроком испанской «Севильи», подписал контракт до 2027 года.

## Международная карьера
21 сентября 2020 года Чидера впервые в карьере получил вызов в состав национальной сборной Нигерии, которая готовилась к октябрьским матчам со сборными Австрии и Туниса. 13 октября в товарищеском матче против сборной Туниса Энджуке дебютировал за сборную Нигерии. В 2022 году Чидера принял участие в Кубке Африки 2021 в Камеруне. На турнире он сыграл в матчах против команд Египта, Судана и Гвинеи-Бисау.

## Клубная статистика
| Выступление      | Выступление      | Выступление      | Лига | Лига | Кубки | Кубки | Еврокубки | Еврокубки | Итого | Итого |
| Клуб             | Лига             | Сезон            | Игры | Голы | Игры  | Голы  | Игры      | Голы      | Игры  | Голы  |
| ---------------- | ---------------- | ---------------- | ---- | ---- | ----- | ----- | --------- | --------- | ----- | ----- |
| Волеренга        | Элитсерия        | 2017             | 16   | 4    | 5     | 1     | —         | —         | 21    | 5     |
| Волеренга        | Элитсерия        | 2018             | 29   | 3    | 3     | 0     | —         | —         | 32    | 3     |
| Волеренга        | Элитсерия        | 2019             | 14   | 6    | 2     | 1     | —         | —         | 16    | 7     |
| Волеренга        | Итого            | Итого            | 59   | 13   | 10    | 2     | —         | —         | 69    | 15    |
| Херенвен         | Эредивизи        | 2019/20          | 25   | 9    | 4     | 1     | —         | —         | 29    | 10    |
| Херенвен         | Итого            | Итого            | 25   | 9    | 4     | 1     | —         | —         | 29    | 10    |
| ЦСКА (Москва)    | Премьер Лига     | 2020/21          | 25   | 5    | 3     | 0     | 5         | 0         | 33    | 5     |
| ЦСКА (Москва)    | Премьер Лига     | 2021/22          | 26   | 5    | 2     | 0     | —         | —         | 28    | 5     |
| ЦСКА (Москва)    | Итого            | Итого            | 51   | 10   | 5     | 0     | 5         | 0         | 61    | 10    |
| Всего за карьеру | Всего за карьеру | Всего за карьеру | 135  | 32   | 19    | 3     | 5         | 0         | 159   | 35    |